# قبو الدماغ (تشريح عصبي)
القبو (بالإنجليزية: Fornix)‏ هو عبارة عن حزمة من الألياف العصبية على شكل C في الدماغ الذي يعمل بمثابة قناة الاخراج الرئيسية للحصين (قرن امون في الدماغ ). ويحمل القبوأيضا بعض الألياف الواردة إلى الحصين من الهياكل في الدماغ البيني أو المتوسط وقاعدة الدماغ الأمامية (مقدمة المخ) . و القبو هو جزء من الجهاز الحوفي. في حين أن وظيفته وأهميته الدقيقة في فسيولوجيا الدماغ لا تزال غير واضحة تمامًا، فقد ثبت لدى البشر أن القطع العرضي الجراحي - وهو قطع القبو على طول جسمه - يمكن أن يسبب فقدان الذاكرة. هناك بعض الجدل حول نوع الذاكرة الذي يتأثر بهذا الضرر، ولكن تم العثور على ارتباط وثيق مع ذاكرة الاستدعاء بدلاً من ذاكرة التعرف. وهذا يعني أن الضرر اللاحق يمكن أن يسبب صعوبة في استرجاع المعلومات طويلة الأجل مثل تفاصيل الأحداث السابقة في الماضي، ولكنه لا يؤثر إلا قليلاً على القدرة على التعرف على الأشياء أو المواقف المألوفة.

## التركيب
تبدأ الألياف في قرن آمون في كل جانب من الدماغ على شكل اهداب . ويدعى كل من الجانبين الأيسر والأيمن منفصلة بسويقات القبو (جمع ساق) . تجمع حزم الألياف في منتصف الدماغ، لتشكل جسد القبو. الحافة السفلية من جوف الحاجز (الغشاء الذي يفصل البطينين الجانبيين) مرتبطه ب الوجه العلوي لجسم القبو.

### مخطط رينفيلفالون
ينتقل جسم القبو من الأمام ويقسم ثانية بالقرب من الصوار الأمامي. الأجزاء اليسرى واليمنى منفصلة، ولكن هناك أيضا تباعد الأمامي / الخلفي.
وتستمر الألياف الخلفية (تسمى الالياف التالية للصوار) لكل جانب من خلال المهاد إلى الأجسام الأنثوية. ثم إلى النوى الأمامية للمهاد، والتي تصل إلى القشرة الحزامية.
تنتهي الألياف الأمامية (القبو قبل الصوار) عند نواة الحاجز ونواة متكئة من كل نصف دماغ.

## الصوار
يتم ضم الأجزاء الجانبية لجسم القبو بواسطة صفيحة رفيعة مثلثة، تسمى الصوار الحصيني المخي (ام التلافيف (ليرا). هذه الصفيحة تحتوي على بعض الألياف الصوارية التي تربط بين اثنين من الحصين عبر خط الوسط وتشكل صوار القبو (وتسمى أيضا فواصل الحصين).
تقوم الصفيحة الطرفية بإنشاء الصحن الصفيحي. هذا الهيكل يعطي الوجود إلى الجسم الثفني، الحاجز الشفاف، ينقسم القبو إلى عمودين في الأمام (الأعمدة الأمامية) ، ثم ينقسم إلى اثنين من السيقان الخلفية. يتم ربط هذان الساقين معًا من خلال صفيحة قرن آمون. وتسمى بداية الانشقاق بصوار القبوة أو ليرا دايفيدس. يتم استخدام الاسم الأخير لأن البنية تشبه القيثارة (أو القيثارة المثلثية): هذان الساقان هما «هيكل» للقيثارة، ووصلات الاتصالات هي الألياف.

## الأعمدة
الأعمدة (الأعمدة الأمامية، الأعمدة الأمامية) من القوس الأمامي إلى أسفل أمام الثقبة بين البطينين وخلف الصوار الأمامي، وكل منها ينزل من خلال المادة الرمادية في الجدار الجانبي للبطين الثالث إلى قاعدة الدماغ، حيث ينتهي في الأجسام الغامضة.

## الساق
السويقات(أعمدة خلفيّة) من اقبو إلى الخلف من الجسم.
هم حزم مسطحة، وفي بدايتها، ترتبط ارتباطا وثيقا مع تحت السطح من الجسم الثفني.
تبتعد عن بعضها البعض، كل منحنيات حول الطرف الخلفي من المهاد، وتمضي إلى الأسفل وإلى الأمام في القرن الزمني البطني الجانبي.
هنا، تقع على طول تقعر قرن آمون، على السطح الذي تنتشر فيه بعض أليافه لتشكيل الشكوة، بينما يستمر الباقي كفرقة بيضاء ضيقة، وهي اهداب الحصين، التي تمتد إلى التلفيفة المجاورة للحصين .

## صور اضافية

Fornix (animation. click to move)
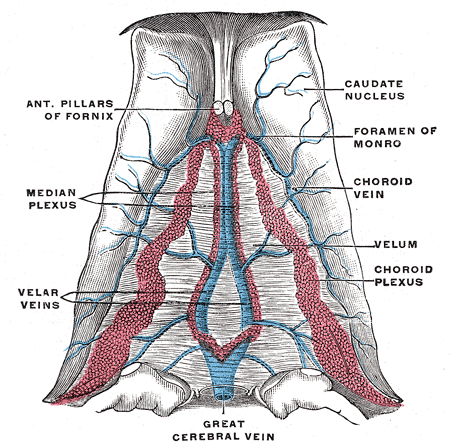
Velum interpositum.
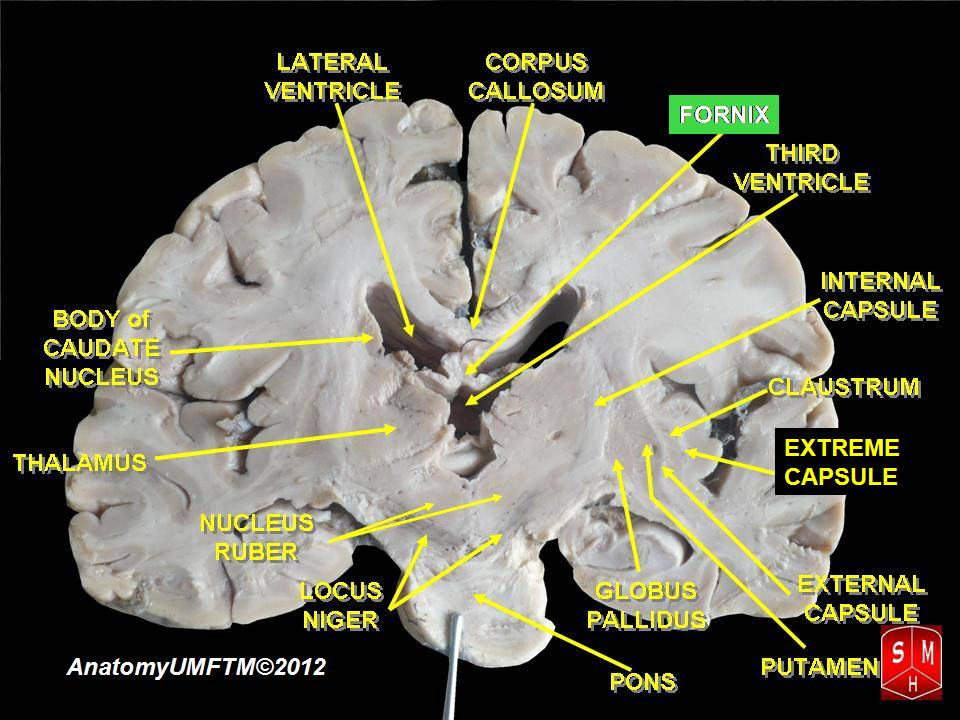
Fornix
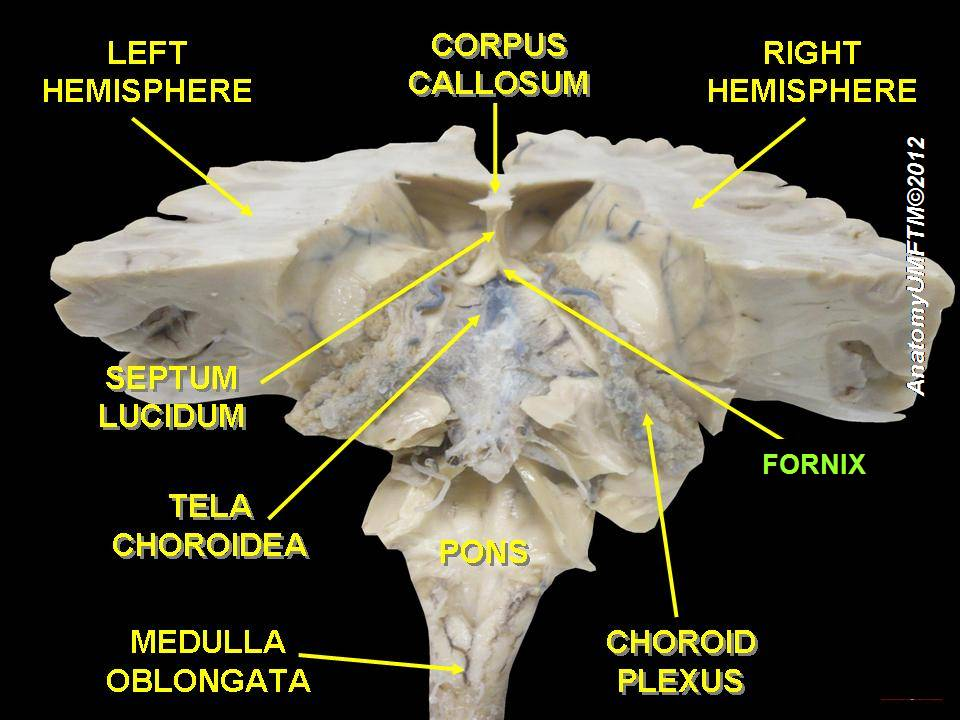
Fornix

## روابط خارجية
- معلومات أكثر حول الموضوع BrainInfo